# Colline di Vértes

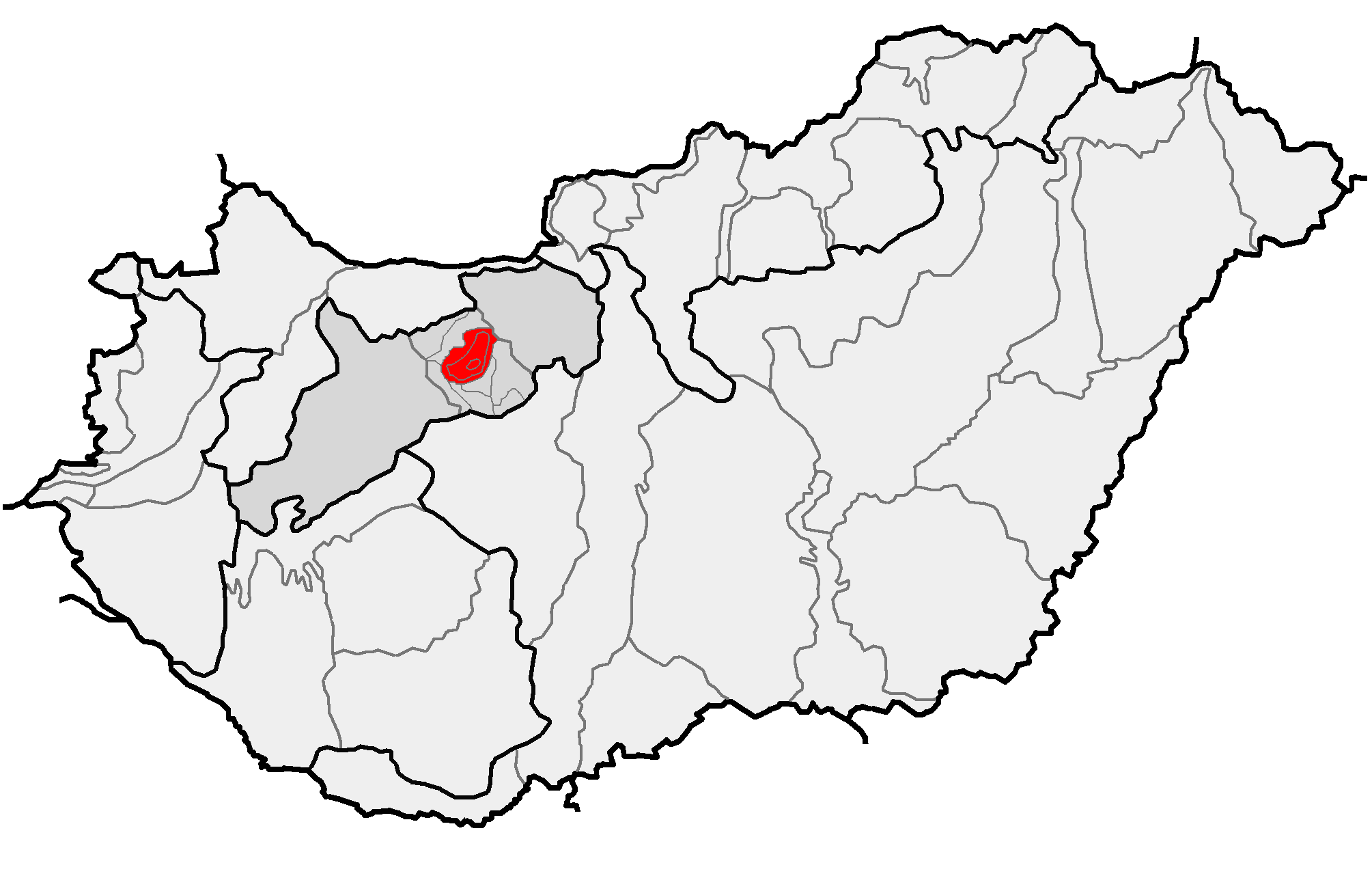

Le Colline di Vértes (ungherese: Vértes-hegység) sono dei rilievi di modesta altezza che si trova in Ungheria nella parte settentrionale del Transdanubio, tra la Selva Baconia ed i Monti Gerecse. Le colline più alte sono il Nagy-Csákány (487 m) e il Körtvélyes (480 m).

## Geografia
Le colline occupano un'area di circa 314 km² a cavallo tra le contee di Fejér e Komárom-Esztergom.
I principali centri che si trovano nella zona sono:
- nella provincia di Fejér;
  - Mór;
  - Gánt;
  - Csákvár;
  - Csókakő;
  - Pusztavám;
- nella provincia di Komárom-Esztergom;
  - Tatabánya;
  - Oroszlány;
  - Várgesztes.

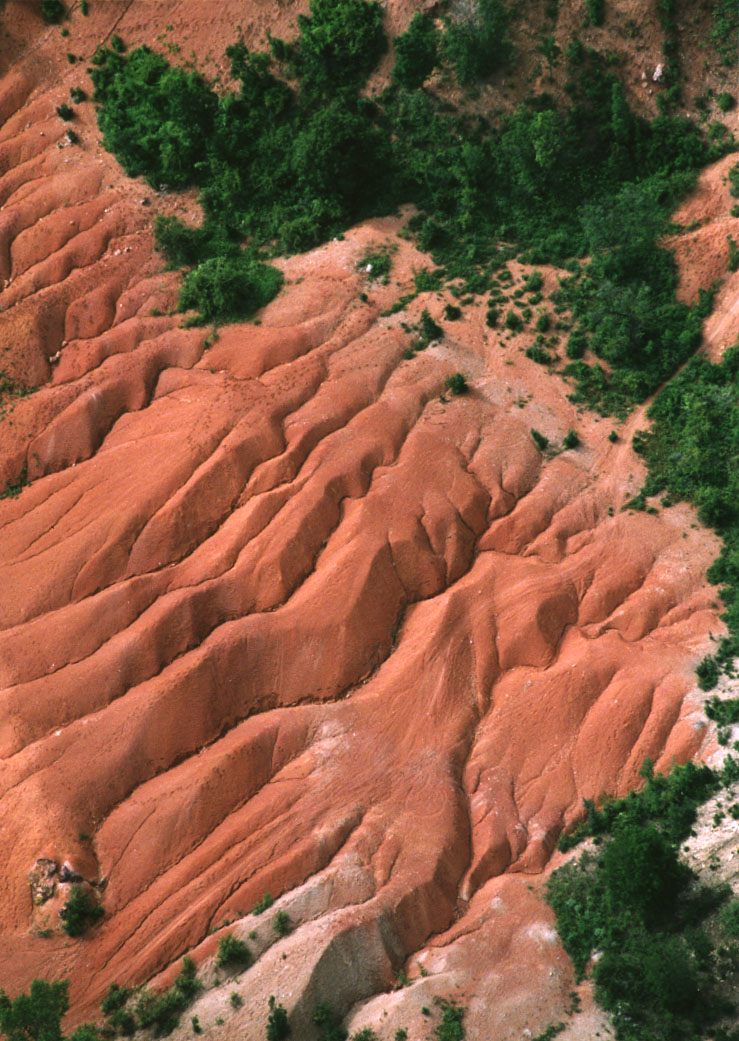
Erosione del terreno nelle cave di bauxite abbandonate nella zona di Gánt

Nella zona di Gánt sono presenti alcune cave di bauxite da cui veniva estratto fino ad alcuni anni fa l'alluminio. Oggi le cave sono dismesse, di esse restano solo le manifestazioni esterne delle attività di scavo delle colline che presentano il caratteristico colore rosso dei minerali di bauxite. Nella zona è stato realizzato anche un parco che presenta reperti e macchinari usati per l'estrazione.
Le Colline di Vértes sono sul percorso ungherese del Sentiero Europeo E4.

## Turismo
Sul territorio delle colline è stata individuata un'area di protezione naturale di circa 15.000 ha all'interno della quale sono mantenuti patrimoni naturali e storici.
Fra i patrimoni storici sono da ricordare:
- le rovine della fortezza di Csókakő risalente al XII secolo;
- il romitorio dei monaci Camaldolesi di Majkpuszta (Oroszlány) con i dodici rifugi identici e la vicina chiesa con il campanile;
- Il castello Esterházy a Csakvár;
- il castello di Gesztesi a Várgesztes.

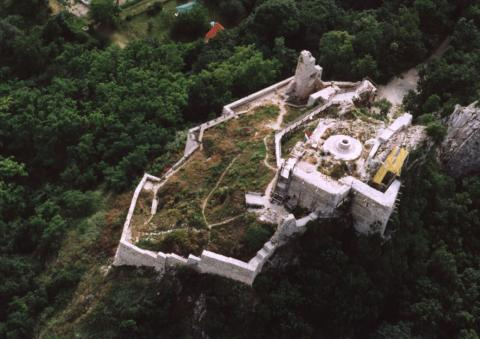
Castello medioevale di Csókakő

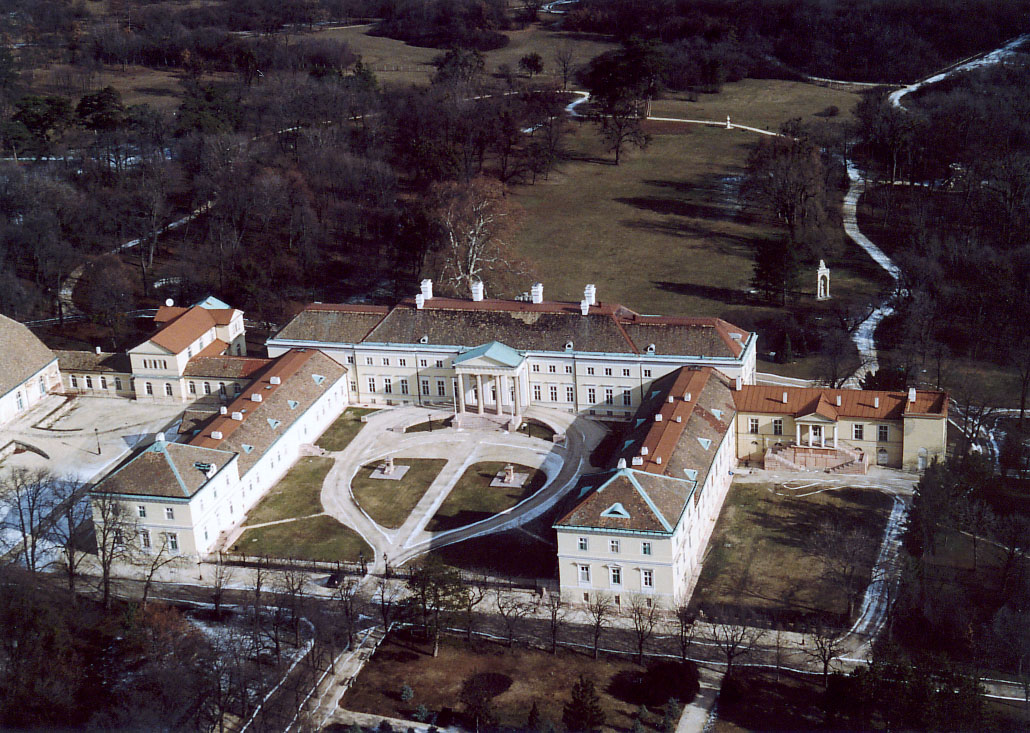
Castello Esterházy a Csakvár

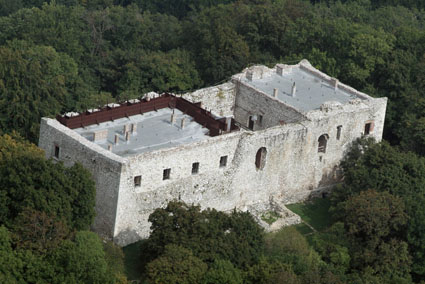
Castello di Gesztesi a Várgesztes